# Benzylprimverosid
Benzylprimverosid ist ein Glycosid der β-D-Primverose mit Benzylalkohol als Aglycon.

## Vorkommen
Benzylalkohol ist ein wichtiger Geschmacksstoff von Tee und liegt in der Pflanze in Form von Glycosiden, insbesondere als Benzylprimverosid, vor.
Benzylprimverosid kommt daneben auch in verschiedenen Früchten vor, darunter Pomelo, Pflaume, Japanische Aprikose (Prunus mume), Sauerkirsche, sowie grüne Früchte des Kirschlorbeers.  Verschiedene Arten der Gattung Alangium aus der Familie der Hartriegelgewächse, darunter Alangium platanifolium, Alangium premnifolium und Alangium chinense, enthalten ebenfalls Benzylprimverosid. 
Andere Pflanzen, die die Verbindung enthalten, sind der Meerrettichbaum (Moringa oleifera), das Kleine Löwenmaul (Linaria vulgaris), das Kürbisgewächs Gynostemma laxum, das Hundsgiftgewächs Apocynum venetum, sowie der Arabische Jasmin (Jasminum sambac).

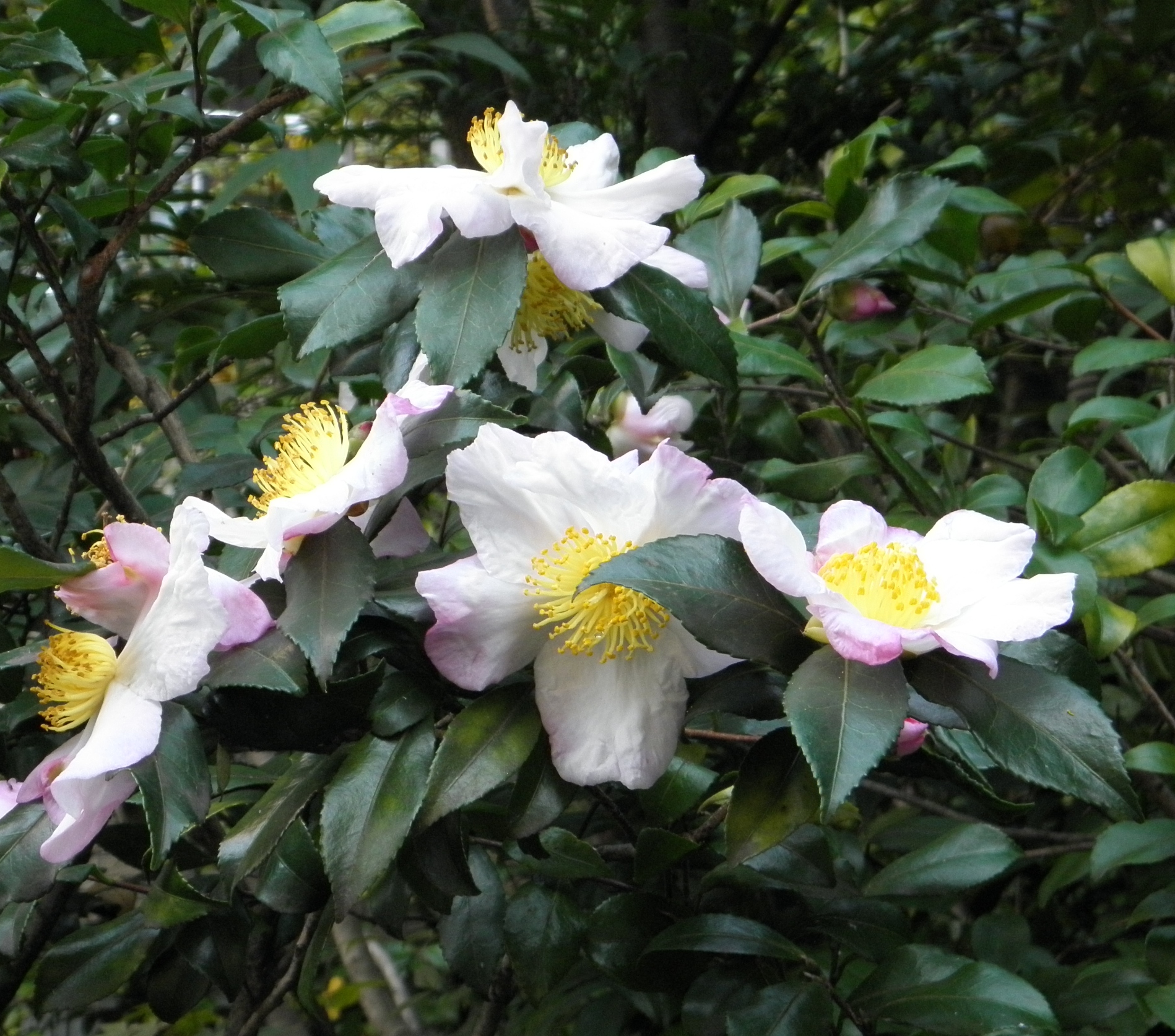
Teepflanze
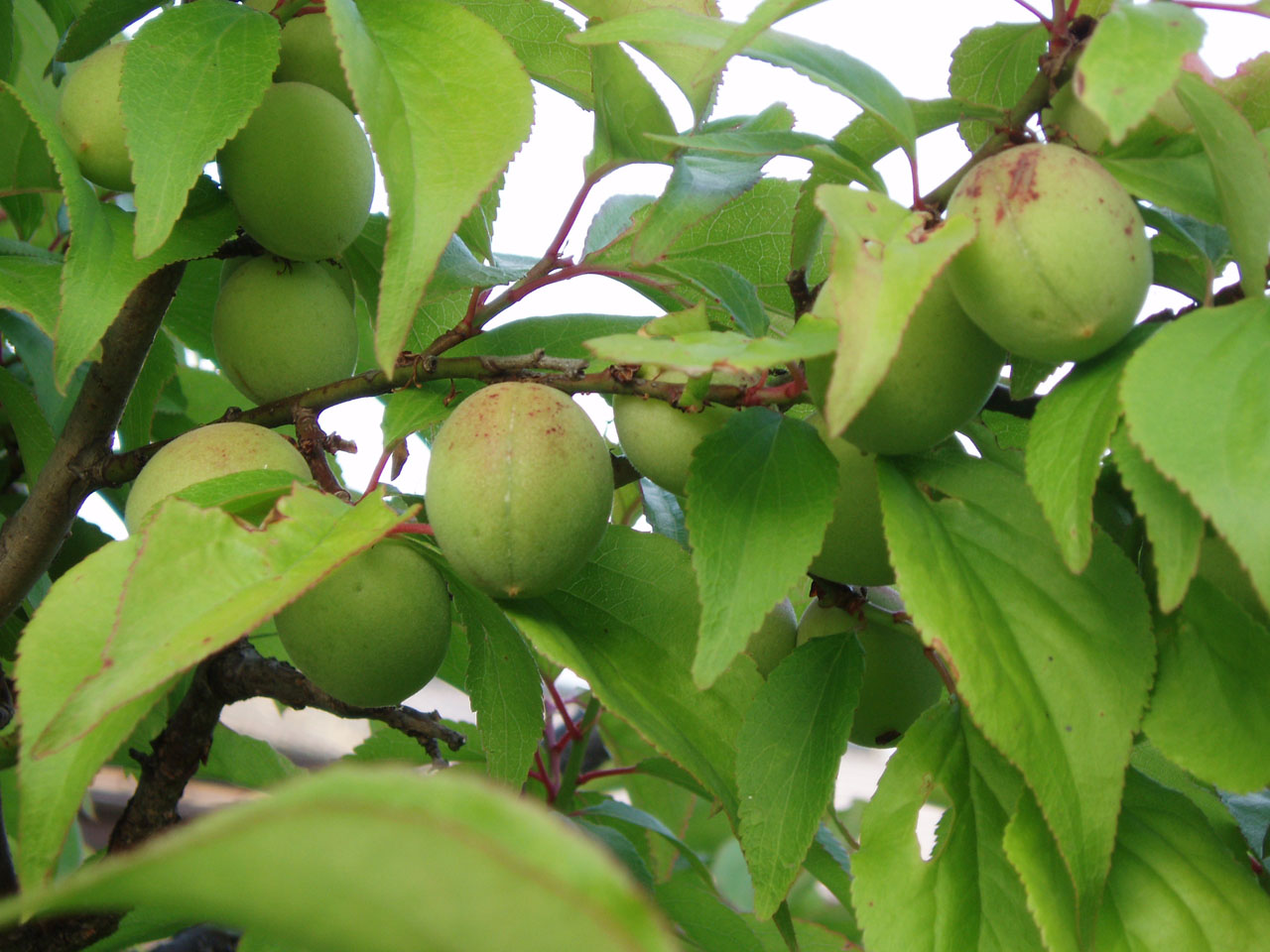
Prunus mume
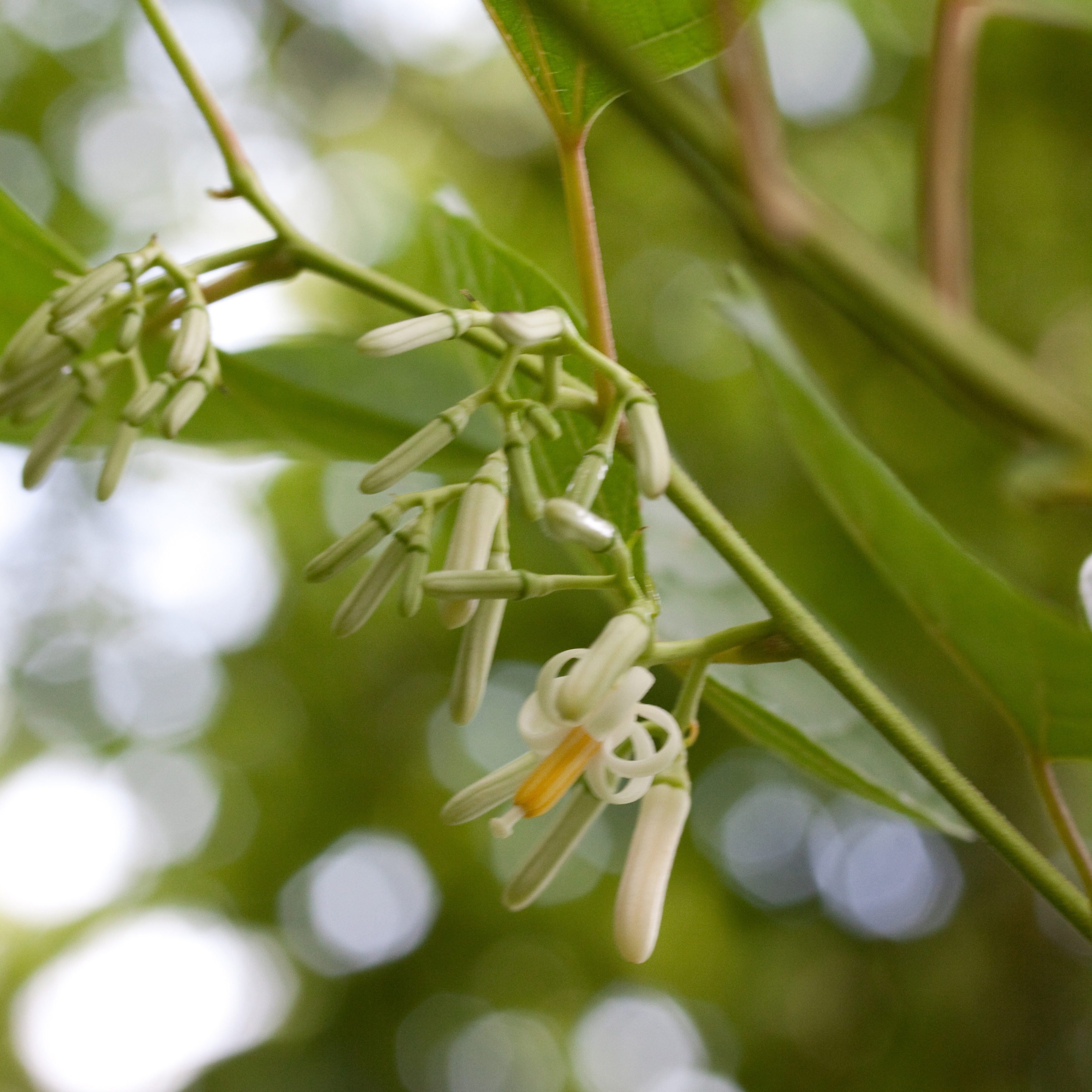
Alangium chinense

## Biosynthese
Die Biosynthese in Teepflanzen wurde untersucht. Dabei findet eine zweistufige Glycosylierung statt, zuerst mit Glucose, dann mit Xylose. Eine Glycosyltransferase bildet Glucoside von verschiedenen Alkoholen (neben Benzylalkohol auch 2-Phenylethanol, Geraniol und Linalool). Eine zweite kann dann spezifisch diese Glucoside durch Übertragung von Xylose in Primveroside überführen.

## Synthese
Mittels Umglycosylierung des Primverosids von p-Nitrophenol mittels Penicillium multicolor können diverse andere Primveroside, darunter auch Benzylprimverosid im Millimol-Maßstab hergestellt werden.